# Колеховичі
Колеховичі (пол. Kolechowice) — село в Польщі, у гміні Острів-Любельський Любартівського повіту Люблінського воєводства. Населення — 481 особа (2011). У селі є чинна православна парафіяльна церква святих Косми і Дам'яна.

## Історія
Село згадується в документі 1390 року, у якому йдеться про вбивство двох жінок, що йшли з Колехович до православної церкви Спаса в Люблині. 1531 року вперше згадується православна церква в самих Колеховичах.
За даними етнографічної експедиції 1869—1870 років під керівництвом Павла Чубинського, у селі переважно проживали греко-католики, які розмовляли українською мовою. 1872 року місцева греко-католицька парафія налічувала 307 вірян.
У липні-серпні 1938 року польська влада в рамках великої акції руйнування українських храмів на Холмщині і Підляшші знищила місцеву українську православну церкву 1882 року.

## Церква Косьми і Даміана

Іконостас церкви в с. Колеховичі.

Православна парафія Колеховичів, в XVI столітті належала до Люблінської протопопії (деканату) Холмської єпархії  і вперше згадується в податковому реєстрі 1531 р. Припускають, що вона була заснована в XIV столітті і мала ту саму посв'яту безсрібникам Кузьмі та Демаіну, яка зберігалась і потім. Після Берестейської унії 1596 року, незважаючи на територіальну приналежність до Холмської унійної єпархії, православ’я в Колеховичах проіснувало порівняно довго. У 1668 році татари напали на село і зруйнували стару дерев'яну церкву, тому  у 1693 році тут було зведено новий, теж дерев'яний храм, який будувався під опікою парчевського старости Івана Кароля Даниловича. 20 березня 1696 року, оскільки споруда знаходилась в королівському маєтку, вона отримав привілей короля Яна III Собеського, який зберігав церку як православний храм. У наступні десятиліття війни та політичних переворотів храм занепав і разом з похоронною каплицею поступово руйнувався. В другій половині XVIII століття парафія перейшла до Унії. У 1872 році місцева греко-католицька парафія налічувала близько 307 вірних. До побудови мурованої церкви в червні 1869 р. доклалися зусилля о. А. Дудзінського, через десять років він отримав позику на її будівництво. Автором проекту храму був архітектор Томаш Орловський, а підрядником – столяр Василь Кобуз з Гомеля. Храм був добудований і 9 лютого 1883 року згідно з отриманими повноваженнями освячений Влодавським деканом о. Теодор Лаховський. У 1884 році була зведена дзвіниця з матеріалу, отриманого від знесення старої церкви. Церква побудована в хрестоподібному плані. Будівельним матеріалом служила червона цегла, яку тинькували в білий колір.
13 липня 1938 року споруда та залишки давнього цвинтаря, який розташовувався поруч були зруйновані під в рамках акції Ревіндикації.

## Населення
Демографічна структура станом на 31 березня 2011 року:
|          | Загалом | Допрацездатний вік | Працездатний вік | Постпрацездатний вік |
| -------- | ------- | ------------------ | ---------------- | -------------------- |
| Чоловіки | 241     | 53                 | 165              | 23                   |
| Жінки    | 240     | 40                 | 120              | 80                   |
| Разом    | 481     | 93                 | 285              | 103                  |